# Johan Peter von Westring

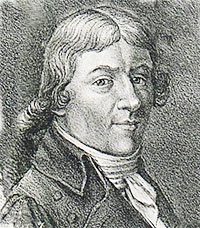
Johan Peter von Westring

Johan Peter von Westring (* 24. November 1753 in Linköping; † 1. Oktober 1833 in Norrköping) war ein schwedischer Arzt, Botaniker und Spinnenforscher.

## Leben
Als Sohn eines Schuhmachers erhielt er ein kleines Stipendium und konnte so ab 1772 in Uppsala Medizin studieren. Am 25. Oktober 1775 verteidigte er dort seine Dissertation unter dem Präsidium von Carl von Linné. 1780 ließ er sich in Norrköping als Arzt nieder.
Johan Peter von Westring wurde am 1. September 1800 mit dem akademischen Beinamen Olympiodorus VII. zum Mitglied (Matrikel-Nr. 1012) der Leopoldina gewählt.

## Werke (Auswahl)
- Dissertatio medica de Ledo palustri. … Praeside Viro Nobiliss. Atque Generosissimo D:no Doct. Carolo à Linné. Upsala 1775 (Digitalisat)
- J. P. Westring’s Erfahrungen über die Heilung der Krebsgeschwüre. Aus dem Schwedischen übersetzt mit Zusätzen von K. Sprengel. Renger, Halle 1817 (Digitalisat)